# Barry Ackerley
Barry Allen Ackerley (15. april 1934 – 21. marts 2011) var en amerikansk erhvervsmand. Ackerley var tidligere formand og koncernchef i medieselskabet Ackerley Group. Ackerley var ejer af Seattle SuperSonics basketball-franchisen mellem 1983 og frem til 2001. Ackerley døde den 21. marts 2011, i en alder af 77 år, to dage efter at have fået apopleksi.